# Motim junker
O Motim junker foi uma revolta fracassada de certos cadetes (junker, em russo:  Юнкер, transl. Yunker) de Petrogrado a 29 de outubro(jul.)/11 de novembro(greg.) de 1917 contra o novo Governo Bolchevique (Conselho dos Comissários do Povo) que emergiu do Segundo Congresso Nacional dos Sovietes, durante a Revolução de Outubro.
A revolta foi preparada pelo comité central do Partido Socialista Revolucionário (PSR) e apoiada pelo Comité para a Salvação da Pátria. Enfraquecidos pelo ataque de Kerensky a Petrogrado, que forçou os Bolcheviques a enviar as suas melhores unidades para sul da capital, os conspiradores conseguiram apoderar-se do controlo de certos pontos estratégicos no início. Incapazes de obter o apoio dos regimentos cossacos na capital, foram rapidamente sitiados em vários edifícios, que as forças leais ao governo Bolchevique acabaram por tomar.

## Preparativos
Tendo perdido o apoio das unidades militares da capital e dos trabalhadores na oposição ao novo governo Sovnarkom de Lénine, o Comité Central do Partido Socialista Revolucionário foi forçado a recrutar a ajuda dos cadetes e cossacos da cidade, apesar das suas supostamente escassas simpatias pelos socialistas. Os Junkers eram cadetes de origem burguesa e aristocrática, nacionalistas russos. Divididos na sua atitude face à Revolução de Fevereiro, rejeitaram a Revolução de Outubro. Isto acentuou as tendências conservadoras dos cadetes, que os Socialistas Revolucionários não controlavam. Entre os estudantes das escolas militares encontravam-se também membros da organização monárquica de Vladimir Purishkevich, que estava pronto a aliar-se à fação mais conservadora dos Socialistas Revolucionários para se opor aos Bolcheviques.
Entre os políticos da capital, os antigos ministros Mencheviques recentemente libertados começaram a agitar os funcionários contra o novo governo, encorajando greves; a presidência do Preparlamento dissolvido apelou ao seu derrube. O Comité de Salvação da Pátria apelara aos funcionários e cidadãos para rejeitarem o novo Governo Bolchevique e proclamara a sua intenção de formar um novo gabinete provisório.
Por seu lado, os três regimentos cossacos guarnecidos na capital, apesar das simpatias dos seus comandantes, mostraram-se relutantes em opor-se ao novo governo e ansiosos por regressar às suas casas no Dom. Apesar de controlar a câmara municipal da capital — a sede do Comité de Salvação — e com ela a polícia da capital, o chefe da milícia da capital, N. V. Ivanov, não conseguiu impedir os Bolcheviques de assumir o controlo da mesma.

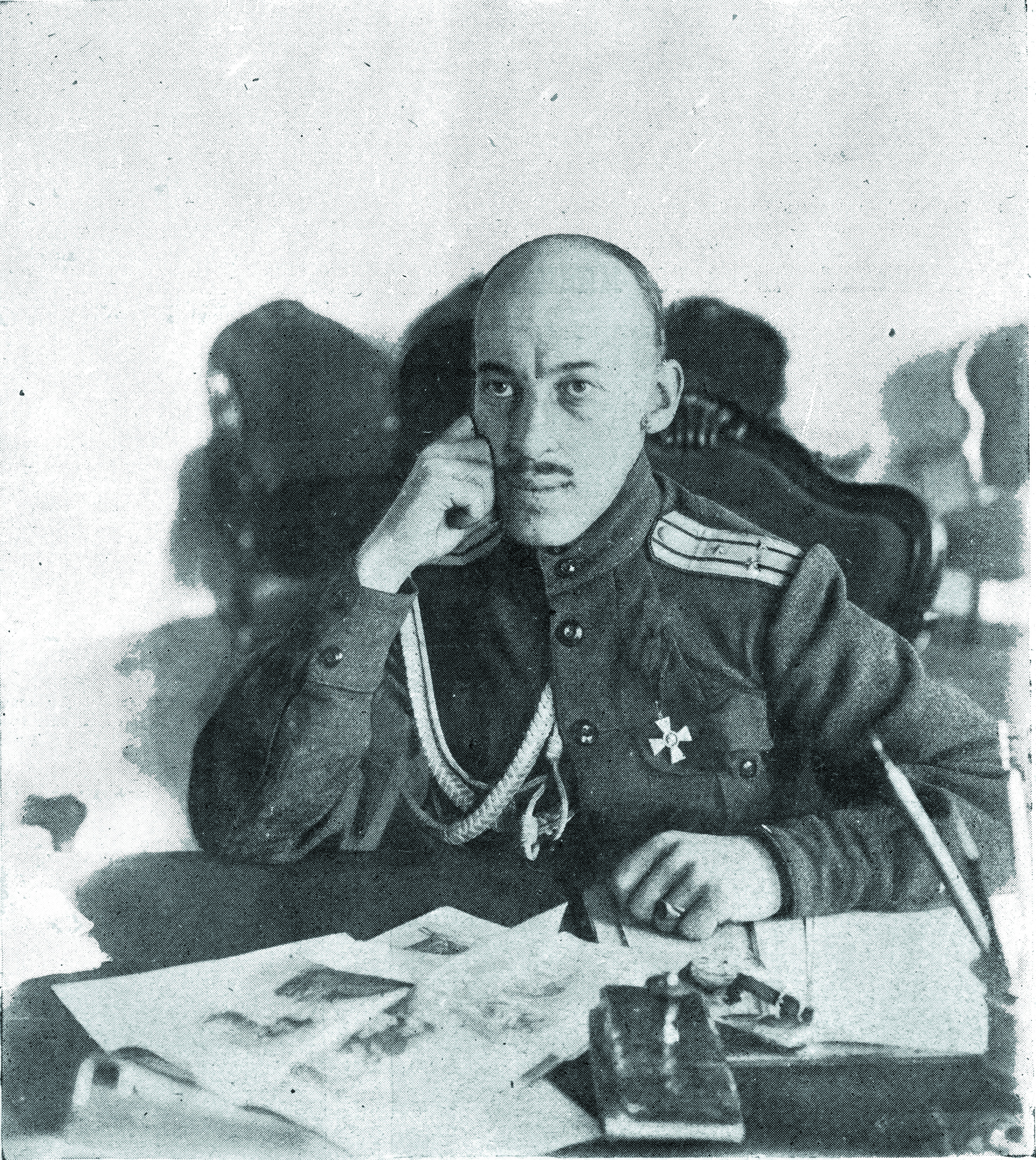
O coronel Georgy Polkovnikov, o desacreditado chefe do distrito militar da capital que não conseguira impedir a Revolução de Outubro, recebeu o comando da revolta por parte dos líderes Socialistas Revolucionários

A Comissão Militar Socialista Revolucionária convenceu-se de que só podia contar com o apoio dos cadetes para os seus planos de oposição armada ao novo governo. O partido ativou as suas células nas escolas de infantaria militar de Vladimir e Pavlov e na Escola de Engenharia Nikolayev, e recebeu um pequeno apoio de outras instituições. Partes de algumas das unidades militares da capital e, em particular, alguns oficiais, pareciam favorecê-los. A 26 de outubro / 8 de novembro, a Comissão Militar Socialista Revolucionária aprovou a revolta contra os Bolcheviques e os preparativos continuaram até 28 de outubro / 10 de novembro. No dia seguinte, o Comité Central do PSR e a sua Comissão Militar publicaram um manifesto com a sua decisão de se opor à Revolução de Outubro e de formar um novo governo; contudo, não estava disposto a assinar uma paz separada com os Impérios Centrais e não defendeu a restauração do Governo Provisório, cuja impopularidade fez com que nem o PSR, nem o Comité de Salvação da Pátria, decidiram usar a sua autoridade para se oporem à tomada do poder pelos bolcheviques.
Em último instante, o membro do Comité Central do PSR encarregado dos preparativos, Avram Gots, anunciou que a operação estava a ser entregue ao desacreditado antigo comandante do distrito militar de Petrogrado, Coronel Polkovnikov, que o próprio Kerensky acusara de traição a 25 de outubro / 7 de novembro. A Comissão Militar protestou em vão contra a nomeação.
A tentativa do Comité Central de coordenar a revolta com a marcha de Kerensky na capital falhou quando Gotz e Vladimir Zenzynov foram presos e quase linchados pelos marinheiros na Estação Báltica. Tinham a intenção de participar na delegação da capital que se deslocou a Gatchina para negociar o fim dos combates. O chefe comissário militar do antigo Governo Provisório, Stankevich, conseguiu, contudo, sair de Petrogrado e encontrar-se com Kerensky; os dois decidiram adiar o ataque e a ofensiva tendo em conta o lento avanço das forças de Krasnov, a falta de infantaria para apoiar os cossacos, e a escassez de munições.
Polkovnikov tinha cerca de oitocentos e trinta homens, trezentos dos quais cadetes desarmados da Escola de Infantaria de Pavlov, e nenhuma artilharia. Os conspiradores contavam com a vitória através do elemento surpresa e do enfraquecimento militar dos Bolcheviques, que enviaram as suas melhores tropas para tentar impedir o avanço de Kerensky.
O plano era estabelecer a sede dos rebeldes na Escola de Engenharia Nikolayev e, a partir daí, tomar a central telefónica e outro edifício onde se mantinham os veículos blindados. Entretanto, os cadetes das academias Vladimir e Pavlov deviam tomar a Fortaleza de São Pedro e São Paulo e depois marchar contra o centro do poder Bolchevique no Instituto Smolny. Para dar tempo ao avanço de Krasnov e Kerensky, a conferência da comissão militar do PSR e o Comité de Salvação da Pátria decidiram adiar a revolta por um dia, na noite de 28 de outubro(jul.)/10 de novembro(greg.).

## Revolta

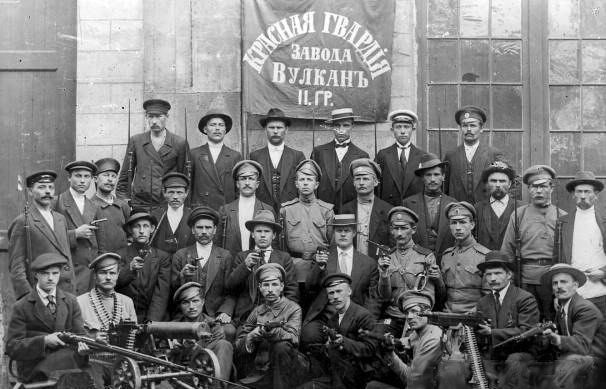
Guardas Vermelhos na fábrica de Vulkan, na capital. Muito mais numerosos que os rebeldes e reforçados por marinheiros da Frota Báltica e soldados da guarnição da capital, eles conseguiram esmagar a revolta

Nessa mesma noite, um dos enviados para avisar as unidades, Aleksandr Arnoldovich Bruderer, que iria comandar os cadetes da Academia Militar de Vladimir, foi casualmente detido por uma patrulha da Fortaleza ao deixar a mansão de Kshesinskaia, onde um batalhão de assalto se preparava para se juntar aos rebeldes. Os documentos que trazia foram imediatamente levados às autoridades soviéticas, que começaram a implementar medidas para esmagar a revolta. Polkovnikov, por seu lado, também tomou conhecimento da detenção e decidiu iniciar a revolta sem mais delongas, embora isso impedisse receber o apoio esperado das tropas de Krasnov.
Às 2h00 da madrugada do dia 29 de outubro(jul.)/11 de novembro(greg.), ordenou a revolta das unidades militares na capital. Os cadetes da Nikolayev Engineering Academy revoltaram-se e tomaram os veículos blindados e a central telefónica conforme o plano. Neste último prenderam o Comissário da Defesa, Vladimir Antonov-Ovseyenko, que se encontrava no edifício a efetuar uma inspeção quando foi surpreendido pelos insurretos. Também capturaram o Hotel Astoria e o Banco do Estado. Alguns Socialistas Revolucionários anunciaram então que os Bolcheviques tinham sido reduzidos ao Instituto Smolny e à Fortaleza, de modo a promover a rebelião.

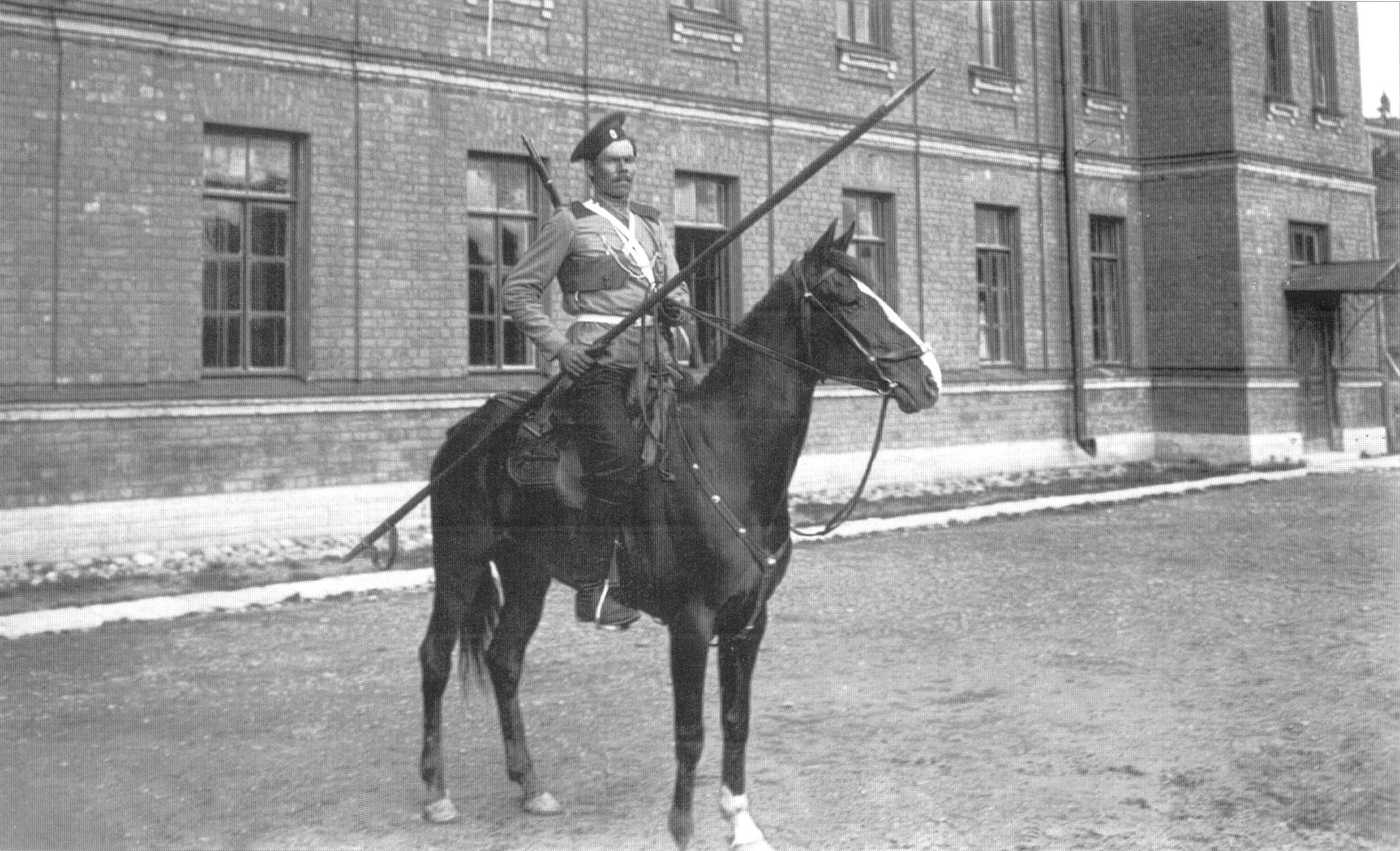
Cossaco do Regimento de Guardas. A falta de apoio à revolta por parte dos regimentos cossacos guarnecidos na capital enfraqueceu-a consideravelmente e facilitou o seu esmagamento pelas novas autoridades Bolcheviques

Entretanto, alguns veteranos feridos sob o comando do Coronel Kuropatkin foram para a Academia Militar Vladimir para ajudar a desarmar os soldados e ajudar os cadetes da Academia na ação contra a Fortaleza da capital. As tentativas desesperadas de conseguir o apoio das unidades cossacas estacionadas na capital — os 1.º, 4.º e 14.º regimentos — não tiveram sucesso, contudo, apesar da intervenção pessoal do próprio Polkovnikov e de importantes líderes Socialistas Revolucionários. Não conseguiram ganhar o apoio de soldados e trabalhadores para a revolta.

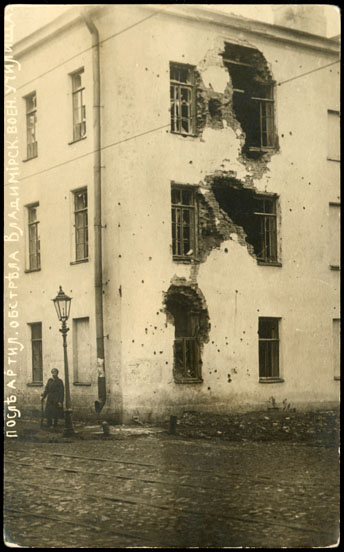
Edifício em Petrogrado após o motim

A falta de apoio cossaco significou que as autoridades conseguiram lidar sem problemas com os rebeldes graças a unidades de trabalhadores reforçadas por marinheiros e restos de unidades da capital. No final do dia, cerca de dez mil Guardas Vermelhos estavam a enfrentar as centenas de cadetes revoltosos. A Comissão Militar Revolucionária Bolchevique conseguiu isolar os focos rebeldes: a Academia Vladimir foi cercada pouco depois da chegada do Coronel Kuropatkin.
Os combates mais intensos tiveram lugar no cerco da Academia Vladimir, que os Bolcheviques conseguiram reduzir através do uso da artilharia. O comando rebelde não decidiu reforçar os pontos sob o seu controlo com as poucas tropas à sua disposição e depressa se viu sitiado por trabalhadores mal-armados, mas determinados e numerosos. A academia de engenharia depôs as suas armas quando se tornou claro que a revolta falhara. Polkovnikov ordenou a rendição, e à tarde os Bolcheviques tomaram os últimos bastiões dos rebeldes.
Alguns dos comandantes que participaram na tentativa fugiram da capital, tal como a maioria do Comité Central dos Socialistas Revolucionários, que marcharam até Gatchina. Os Bolcheviques, por seu lado, tendo ganho o controlo da cidade e esmagado a revolta, conseguiram então concentrar as suas forças na derrota das tropas de Kerensky perto da capital. Os confrontos causaram mais mortes — cerca de duzentas — do que tinham ocorrido durante a tomada do Palácio de Inverno alguns dias antes, durante a Revolução de Outubro. Houve também alguns casos de brutalidade contra os cadetes rendidos e as tropas governamentais lincharam alguns deles ou atiraram-nos dos telhados, embora Antonov-Ovseyenko tenha conseguido salvar as vidas daqueles que o prenderam no início da rebelião.

### Citações
1. 1 2 3 4  Radkey 1963, p. 34.
2. 1 2 3 4 5  Daniels 1997, p. 204.
3. ↑  Radkey 1963, p. 20.
4. 1 2 3  Radkey 1963, p. 21.
5. 1 2  Radkey 1963, p. 22.
6. 1 2 3 4  Rabinowitch 1978, p. 306.
7. 1 2  Radkey 1963, p. 23.
8. 1 2 3 4  Radkey 1963, p. 24.
9. 1 2 3  Radkey 1963, p. 25.
10. 1 2 3 4 5 6 7 8  Wade 2000, p. 245.
11. 1 2  Radkey 1963, p. 28.
12. 1 2 3 4 5 6 7 8 9 10  Daniels 1997, p. 205.
13. 1 2  Radkey 1963, p. 29.
14. 1 2 3  Radkey 1963, p. 30.
15. 1 2 3 4 5 6 7 8 9 10 11  Chamberlin 1976, p. 328.
16. 1 2 3 4 5  Radkey 1963, p. 31.
17. 1 2 3 4 5  Kenez 1971, p. 45.
18. ↑  Rabinowitch 1978, p. 307.
19. 1 2 3  Radkey 1963, p. 32.
20. 1 2 3 4  Radkey 1963, p. 33.
21. 1 2 3  Rabinowitch 1978, p. 308.
22. ↑  Radkey 1963, p. 35.
23. ↑  Radkey 1963, p. 39.